# Луна-3
«Луна-3» — советская автоматическая межпланетная станция для изучения Луны и космического пространства. В ходе полёта были впервые получены изображения обратной стороны Луны. Также во время полёта впервые в мире был на практике осуществлён гравитационный манёвр.

## Полёт
Космический аппарат был запущен 4 октября 1959 года ракетой-носителем «Восток-Л» и впервые в мире сфотографировал невидимую с Земли сторону Луны. Также во время полёта впервые в мире был на практике осуществлён гравитационный манёвр. В советской массовой печати того времени эта АМС называлась «третья советская космическая ракета».
Конечная масса последней ступени ракеты-носителя с «Луной-3» составляла 1553 кг (масса научной и измерительной аппаратуры с источниками питания — 435 кг). Масса аппарата «Луна-3»: 278,5 кг. Космический аппарат имел следующие системы: радиотехнической, телеметрической, фототелеметрической ориентации (относительно Солнца и Луны), энергопитания (с солнечными батареями), терморегулирования, и комплекс научной аппаратуры, включая фотолабораторию. Система ориентации аппарата «Чайка» была разработана и построена коллективом под руководством Бориса Раушенбаха, впервые в мире решившим задачу управления аппаратами в космическом пространстве.
После старта с космодрома Байконур космический аппарат «Луна-3» вышел на сильно вытянутую эллиптическую орбиту искусственного спутника Земли с наклонением 75° и периодом обращения 22 300 мин и обогнул обратную сторону Луны по направлению с юга на север, пройдя на расстоянии 6200 км от её поверхности. Под действием гравитации Луны орбита аппарата изменилась; кроме того, поскольку Луна продолжала двигаться по своей орбите, изменилась и плоскость орбиты космического аппарата. Изменение орбиты было рассчитано так, чтобы аппарат при возвращении к Земле снова пролетел над Северным полушарием, где были расположены советские наблюдательные станции. Траектория полёта была рассчитана под руководством М. В. Келдыша в Математическом институте им. В. А. Стеклова.

## Фотосъёмка Луны
Корабль при прохождении Луны был ориентирован кормой к Солнцу и стабилизирован при помощи системы «Чайка», которая включала солнечные и лунный световые датчики, гироскопические датчики углового вращения, счётно-решающее устройство, микродвигатели ориентации, использующие в качестве рабочего тела сжатый азот. АМС «Луна-3» была первым в мире аппаратом, способным поддерживать ориентацию в космосе необходимый период времени:24. 7 октября 1959 года во время 40-минутного сеанса фотографирования, в начале которого станция находилась на расстоянии 66800 км над точкой с селенографическими координатами 17°00′ с. ш. 117°00′ в. д. / 17,000° с. ш. 117,000° в. д.:26, двумя объективами — с фокусным расстоянием 200 мм и 500 мм:24 была заснята почти половина поверхности Луны (одна треть — в краевой зоне, две трети — на обратной невидимой с Земли стороне). Изображения — после проявления плёнки на борту — были переданы с помощью фототелевизионной системы на Землю. Фототелевизионное устройство «Енисей» было разработано ленинградским НИИ телевидения (сам фотоаппарат АФА-Е1 — Красногорским механическим заводом). По инициативе П. Ф. Браславца при этом в тайне от начальства использовалась особая устойчивая к радиации и перепадам температуры киноплёнка, добытая из американских разведывательных воздушных шаров Project Genetrix (WS-119L), регулярно сбиваемых над территорией СССР. Советская промышленность в те времена подобной плёнки не выпускала (по идеологическим соображениям эта информация не афишировалась). Передача изображения осуществлялась аналоговым методом камерой бегущего луча. На наземной стороне приём совершался несколькими способами: съёмкой камеры бегущего луча на киноплёнку, фотографированием с экрана скиатрона, записью на магнитную ленту и прямым выводом изображения на термохимическую бумагу. Записи на магнитную ленту не удалось воспроизвести, изображения на термобумаге и скиатронах позволяли только оценить сюжет изображения. Единственным удачным методом регистрации оказался с использованием камеры бегущего луча. При полёте к Луне и при приёме сигналов качество сигнала было плохим, высоки были уровни шумов. В сеансе связи, когда станция подошла поближе к Земле и можно было повторить приём с бо́льшим отношением сигнал-шум, получить изображения не удалось. Однако 18 октября сигнал усилился, и удалось получить 17 изображений хотя и с помехами, но с видимыми деталями рельефа, а 22 октября связь со станцией прекратилась. В результате дешифровки различили 499 деталей рельефа, из них 100 — в видимой с Земли части Луны для калибровки:30. Расстояние АМС «Луна-3» от Земли в апогее составило около 480 тыс. км, в перигее — около 40 тыс. км (47500 км от центра Земли):23,24. Совершив 11 оборотов вокруг Земли, аппарат вошёл в земную атмосферу и прекратил существование:24. Более качественные снимки удалось получить через несколько лет станцией «Зонд-3», в целом съёмками «Луны-3» и «Зонда-3» было охвачено 95 % поверхности Луны:35.

## Результаты
Хотя Келдыш остался недоволен качеством фотографий, полученные снимки обеспечили Советскому Союзу приоритет в наименовании объектов на поверхности Луны, на карте появились кратеры Циолковский, Джордано Бруно, Менделеев, Склодовская-Кюри и другие, а также лунные Море Мечты и Море Москвы. В очередной раз было продемонстрировано первенство СССР в космической гонке.
Когда С. П. Королёву принесли снимок Луны, он написал на обороте: «Уважаемому А. Б. Северному первая фотография обратной стороны Луны, которая не должна была получиться. Королёв. 7 октября 1959 года».
Широкие слои населения СССР впервые увидели обратную сторону Луны 27 октября 1959 года. В этот день крупное изображение обратной стороны Луны, полученное АМС «Луна-3», появилось на первой полосе центральной газеты «Правда», в номере также была опубликована аннотированная версия изображения с выделенными деталями рельефа поверхности Луны и статья о самой АМС с её фотографией.
В 1957 году известный французский винодел Анри Мэр заключил с советским консулом пари на тысячу бутылок шампанского, что советские спутники не смогут «увидеть» тёмную сторону Луны. Когда фотографии обратной стороны Луны опубликовали газеты всего мира, Анри Мэр признал своё поражение и отправил тысячу бутылок шампанского в Академию наук СССР. Как вспоминает Б. Е. Черток в книге «Ракеты и люди. Фили — Подлипки — Тюратам», С. П. Королёв рассказывал им про это шампанское, добавляя, что каждому должно достаться по две бутылки.
- Почтовая марка СССР 1959 года с изображением АМС «Луна-3»
- Почтовая марка СССР 1959 года. Схема движения ракеты
- Почтовая марка СССР 1984 года, 25-летие космического телевидения с изображением АМС «Луна-3»
- Почтовая марка Казахстана, аппарат «Луна-3»
- Подстаканник «Спутник» с изображением «Луна-3»